# Karl Schiemenz
Karl Günther Heinrich Schiemenz (* 2. Dezember 1900 in Friedrichshagen, Kreis Niederbarnim; † 21. September 1945 in Berlin) war ein deutscher Fischereiökonom und -funktionär in der Zeit des Nationalsozialismus.

## Leben
Karl Schiemenz war Sohn des Fischereibiologen Paulus Schiemenz und Bruder von Friedrich Schiemenz, ebenfalls Fischereiwissenschaftler. Er beendete 1923 sein Studium an der Universität Halle mit einer rechts- und staatswissenschaftlichen Dissertation über „Betriebe der wilden Binnenfischerei“, der kommerziellen Fischerei in natürlichen Gewässern im Gegensatz zur „zahmen“ in künstlichen Anlagen. Von 1922 bis 1935 war Schiemenz wissenschaftlicher Mitarbeiter des Deutschen Fischerei-Vereins (DFV), der 
Als „volkswirtschaftlicher Referent“ des DFV firmierte Schiemenz 1932 im Sammelband Deutschlands Selbstversorgung des Nationalsozialisten Hans Peter Danielcik, der darin eine wirtschaftliche Autarkie Deutschlands propagierte und von Autoren branchenweise darstellen ließ. Schiemenz schrieb dort über den allgemeinen Teil der Fischwirtschaft. In einer nicht überlieferten Denkschrift an Adolf Hitler und den späteren Agrarfunktionär Walther Darré über die deutsche Fischwirtschaft vom Juni 1932 trugen Schiemenz und der NS-Funktionär Alfred Richard Giese Gründe „für den katastrophalen wirtschaftlichen Verfall und die innere Zerrissenheit der deutschen Fischwirtschaft“ zusammen.
Nach der Machtergreifung der Nationalsozialisten Anfang 1933 wurde Giese zum „Fachbearbeiter für Fischereifragen im Amt für Agrarpolitik der Reichsleitung der NSDAP“. Im Juni 1933 ernannte er Schiemenz „zu seinem persönlichen Hauptfachberater für Binnenfischerei und Fischverwertung im Binnenland“; in den Bekanntmachungen wurde Schiemenz als „Stabs-“ oder „Amtswalter in der NSDAP“ bezeichnet. Stabs- oder Amtswalter waren zeitgenössische Sammelbezeichnungen für NS-Funktionäre; Stabswalter, die zu den Amtswaltern gehörten, übten keine hoheitlichen Funktionen aus. Leiter des Partei-Amtes für Agrarpolitik war Darré. In der Fachpresse erschien ab 1933 Schiemenz' Name mit dem Zusatz Pg., Parteigenosse der NSDAP.
1935 übernahm Schiemenz die Schriftleitung von zwei der drei nach der Gleichschaltung verbliebenen oder neuen Fachblätter, der Fischerei-Zeitung – dem Organ des DSV, dessen Präsidenten Hermann Nikolaus Maier Giese verdrängt hatte – und der Deutschen Fischwirtschaft, einer Neugründung des Reichsnährstandes von 1934 aus zwei bisherigen Periodika. Die Allgemeine Fischerei-Zeitung, Organ des Landesfischereiverbandes Bayern, verblieb unter der Schriftleitung Maiers.
Als Aufmacher für die letzte Ausgabe der Fischerei-Zeitung fasste Schiemenz im Januar 1945 die Ergebnisse einer Unterredung mit Reichsfischermeister Wilhelm Kühl über die berufsständische Fischerei vor dem und im Nationalsozialismus zusammen. Über die Umstände von Schiemenz' Tod im September 1945 wurde in der Fischereiliteratur nichts bekannt.

## Veröffentlichungen (Auswahl)
- Über die Organisation und Ergebnisse von Betrieben der wilden Binnenfischerei. Dissertation Halle 1923
- Anleitung zur Buchführung für praktische Fischer. Neumann, Neudamm 1925
- Beiträge zur Geschichte des Karpfengeschäftes, Neumann, Neudamm 1934 (= Sammlung fischereilicher Zeitfragen, Heft 6)
- Um Zwangssyndikat und Neuorganisation. Ein Rückblick auf das letzte Jahrzehnt der Karpfenverwertung. Neumann, Neudamm 1928 (= Sammlung fischereilicher Zeitfragen, Heft 9)
- Das Zahlenbild der deutschen Fischwirtschaft. Neumann, Neudamm 1929 (= Sammlung fischereilicher Zeitfragen, Heft 17)
- Die Kartell-Bestrebungen in der deutschen Fischindustrie. Ebering, Berlin 1931 (= Volkswirtschaftlliche Studien, Heft 34)
- Der Verteilungsapparat in der Fischwirtschaft. Gesichtspunkte für die Gestaltung des Fisch- und Fischwaren-Handels. Reichsnährstandsverlag, Berlin 1944

## Überlieferung
- Vorbereitung für Um- bzw. Eingliederung der landwirtschaftlichen Organisationen in den Reichsnährstand – Hauptabteilung II. Personalia 1933/34, Bundesarchiv, Signatur: BArch R 16/2229, Findbuch online